# Hieracium altaicum
Hieracium altaicum là một loài thực vật có hoa trong họ Cúc. Loài này được (Nägeli & Peter) Üksip mô tả khoa học đầu tiên năm 1885.